# Rue de la Buffa
Pour les articles homonymes, voir Buffa.
La rue de la Buffa est une voie de la commune française de Nice. 

## Situation et accès
Elle se situe entre la rue Maccarani et le boulevard Gambetta et est parallèle à la rue de France.

## Origine du nom
Le terme Buffa signifie gonflement, boursouflure, petite éminence.

## Historique
D'après André Campana, elle apparaît dès le XIe siècle dans le cartulaire de Lérins. À ses débuts, la rue de la Buffa se nomme rue du Temple.

## Bâtiments remarquables et lieux de mémoire
- Église anglicane de la Sainte-Trinité (Holy Trinity Church) : Édifiée en 1858, elle a été construite par l'architecte Thomas Smith. Cette Église anglicane de style néo-gothique témoigne de la forte présence d'une communauté anglicane dans ce quartier de Nice.
- no 26 : Hôtel Mignon
- no 54 : Cité de la Buffa (cité marchande de la Buffa): Créée en 1925, elle reste longtemps un lieu incontournable du commerce à Nice. Depuis les années 2000, la cité de la Buffa est pratiquement abandonnée, des projets immobiliers sont en attente. Le 7 juin 2016, la cité a servi de décor pour le tournage du film[1] La Promesse de l'aube, adaptation du célèbre roman du même nom de Romain Gary, publié en 1960.
- no 56 : Hôtel de la Buffa
- no 61 : Église Saint-Pierre-d'Arène : Les constructions débutent en 1762 et se terminent en 1938.

- Place Alziary de Malaussena : La place Alziary de Malaussena, anciennement place du Temple-Anglican, est située dans la rue de la Buffa. Son ancienne appellation rappelle l'existence du premier temple anglican qui fut édifié en 1821 et remplacé par l'église anglicane de 1858. La place, construite en l'honneur de François Régis Alziari de Malaussène, est caractérisée par un jardin.

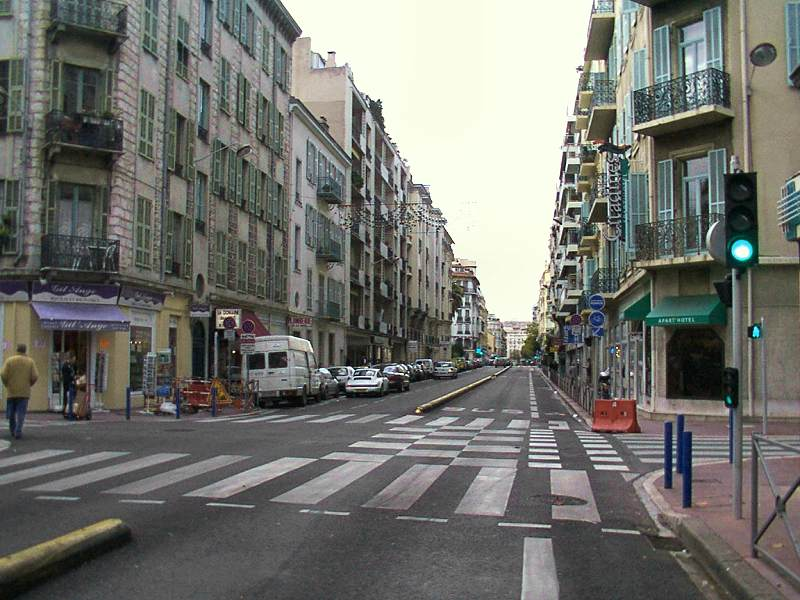
Rue de la Buffa, Nice.
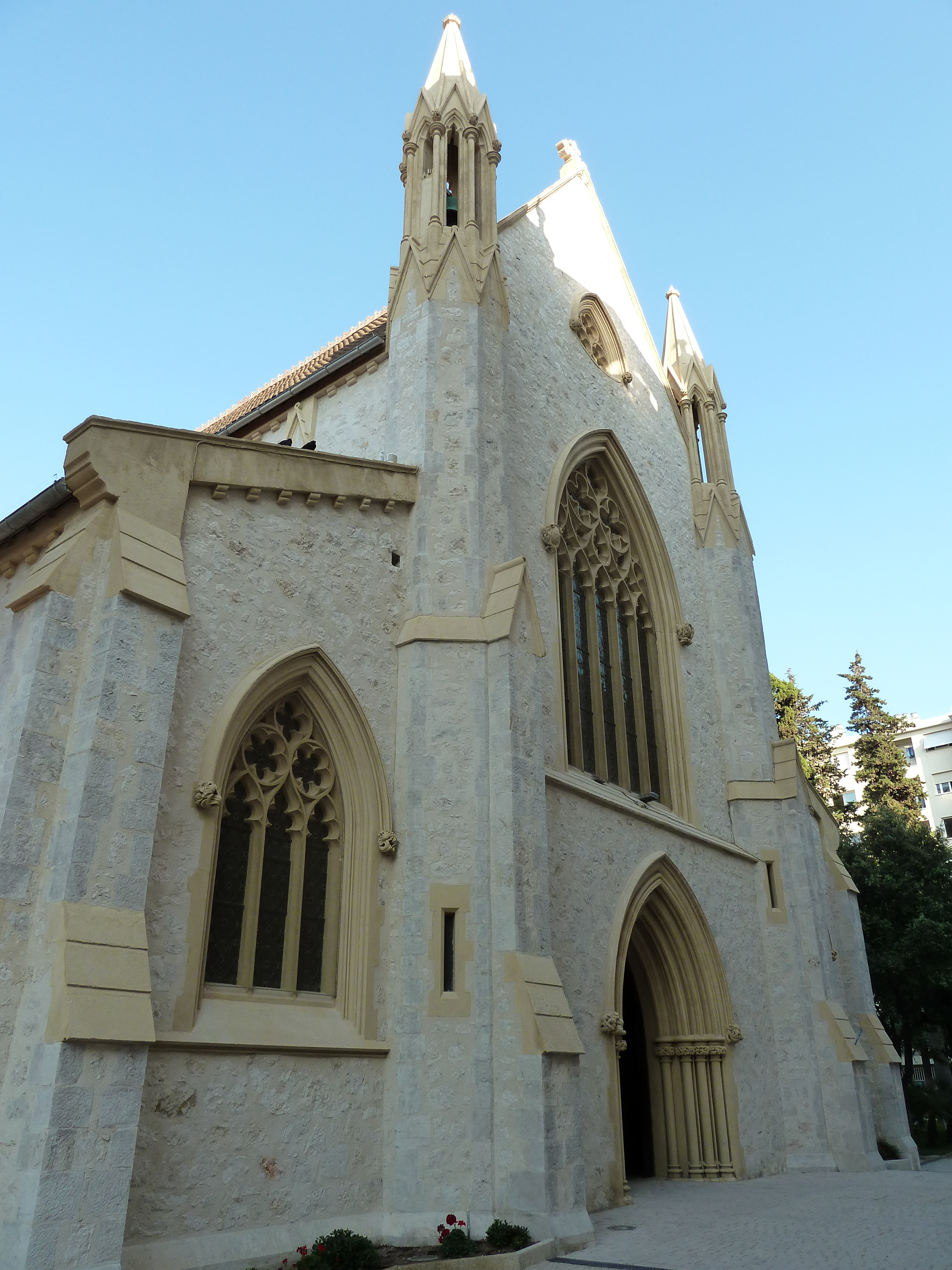
Église anglicane de la Sainte-Trinité, Nice.
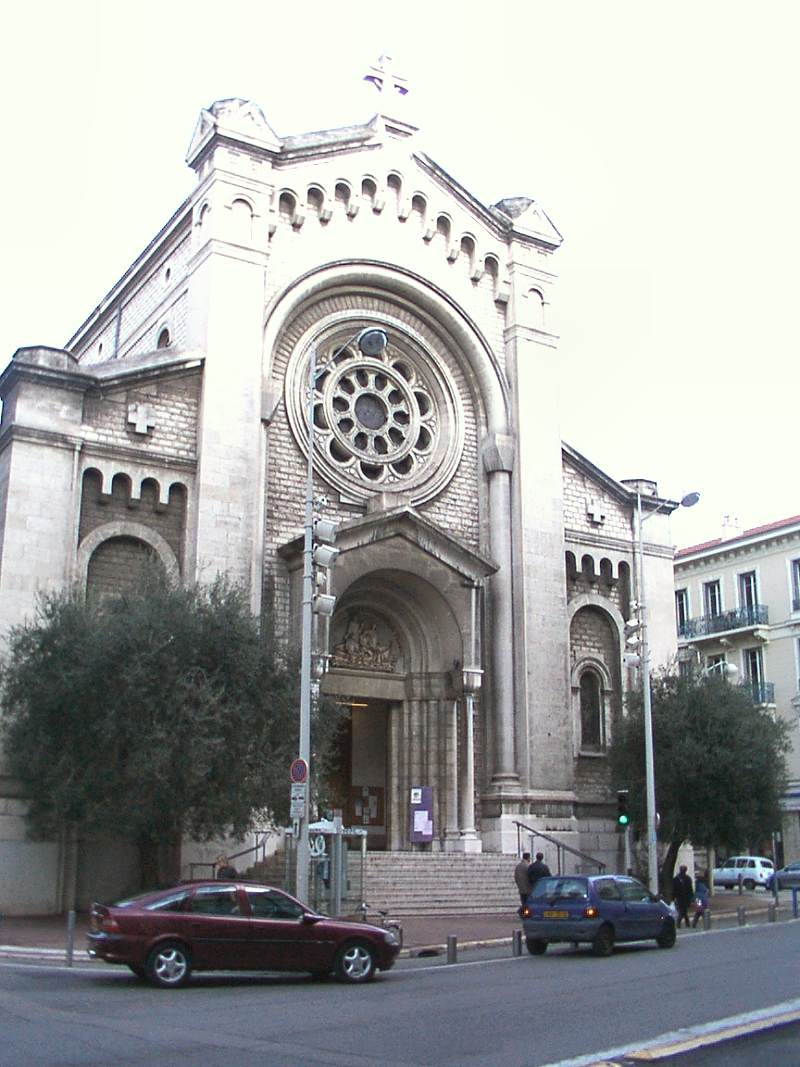
Église Saint-Pierre-d'Arène, Nice.